# Oden Bowie

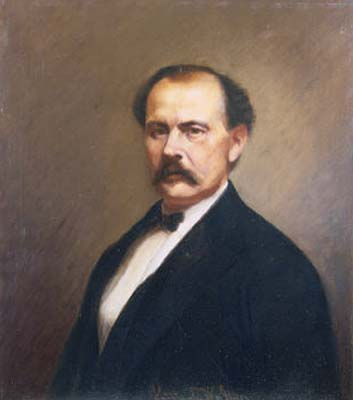
Oden Bowie

Oden Bowie (* 10. November 1826 im Prince George’s County, Maryland; † 4. Dezember 1894 ebenda) war ein US-amerikanischer Politiker und von 1869 bis 1872 Gouverneur des Bundesstaates Maryland.

## Frühe Jahre und politischer Aufstieg
Bowie besuchte das St. John’s College in Annapolis und dann bis 1845 das St. Mary’s College in Baltimore. Während des Mexikanisch-Amerikanischen Krieges stieg er in der US-Armee vom einfachen Soldaten bis zum Captain auf.
Oden Bowie war Mitglied der Demokratischen Partei. Im Jahr 1849 wurde er in das Repräsentantenhaus von Maryland gewählt. Zwischenzeitlich wurde Bowie um 1853 Präsident der Eisenbahngesellschaft Baltimore and Potomac Railroad. Zwischen 1861 und 1865 war er Vorsitzender seiner Partei in Maryland. Im Jahr 1864 war er Delegierter auf deren Bundesparteitag. Zwischen 1867 und 1869 war er Mitglied im Senat von Maryland. Dann wurde er als Kandidat seiner Partei zum neuen Gouverneur seines Staates gewählt.

## Sklavenhaltung
Oden Bowie gehörte 1850 mit 47 Sklaven bereits zu den Top-40 Sklavenhaltern in Prince George’s County und verdoppelte die Anzahl an versklavten Menschen in seinem Besitz auf 103 im Jahre 1860.

## Gouverneur von Maryland
Bowie trat sein neues Amt am 13. Januar 1869 an. Er war der erste Gouverneur seines Staates, der unter den Bedingungen der im Jahr 1867 geänderten Verfassung amtierte. In seiner Amtszeit wurden der Ausbau der Straßen in Maryland weiter gefördert und neue Eisenbahngesetze verabschiedet. Auch ein Konflikt mit dem Staat Virginia um die Austergründe vor der Küste wurde beigelegt. In dieser Zeit erhielt Maryland Gelder von der Bundesregierung zurück, die diese während des Sezessionskrieges von dem Staat geliehen hatte. Auch die Baltimore and Ohio Railroad zahlte ihre Schulden an Maryland zurück. Nach dem Ende seiner Amtszeit am 10. Januar 1872 zog sich Bowie aus der Politik zurück.

## Weiterer Lebenslauf
Nach dem Ende seiner politischen Laufbahn war Bowie Präsident der Baltimore-City-Passenger-Eisenbahngesellschaft. Außerdem stieg er in das Pferdesportgeschäft ein. Er kaufte und züchtete Rennpferde. 19 Jahre lang war er Vorsitzender des Pimlico Jockey Clubs. Außerdem war er Präsident des Maryland Jockey Clubs. Oden Bowie starb nach einer kurzen Krankheit im Jahr 1894. Mit seiner Frau Alice Carter hatte er sieben Kinder.